# Deens handbalteam (mannen)
Het Deense handbalteam vertegenwoordigt het Dansk Håndbold Forbund in internationale handbalwedstrijden voor mannen.

## Resultaten

### Olympische Spelen
| Jaar   | Resultaat           | GS                  | W                   | G                   | V                   | DV                  | DT                  |
| ------ | ------------------- | ------------------- | ------------------- | ------------------- | ------------------- | ------------------- | ------------------- |
| 1936   | Niet gekwalificeerd | Niet gekwalificeerd | Niet gekwalificeerd | Niet gekwalificeerd | Niet gekwalificeerd | Niet gekwalificeerd | Niet gekwalificeerd |
| 1972   | 13                  | 5                   | 2                   | 1                   | 2                   | 78                  | 78                  |
| 1976   | 8                   | 5                   | 2                   | 0                   | 3                   | 113                 | 127                 |
| 1980   | 9                   | 6                   | 2                   | 0                   | 4                   | 124                 | 124                 |
| 1984   | 4                   | 6                   | 4                   | 0                   | 2                   | 134                 | 122                 |
| 1988   | Niet gekwalificeerd | Niet gekwalificeerd | Niet gekwalificeerd | Niet gekwalificeerd | Niet gekwalificeerd | Niet gekwalificeerd | Niet gekwalificeerd |
| 1992   | Niet gekwalificeerd | Niet gekwalificeerd | Niet gekwalificeerd | Niet gekwalificeerd | Niet gekwalificeerd | Niet gekwalificeerd | Niet gekwalificeerd |
| 1996   | Niet gekwalificeerd | Niet gekwalificeerd | Niet gekwalificeerd | Niet gekwalificeerd | Niet gekwalificeerd | Niet gekwalificeerd | Niet gekwalificeerd |
| 2000   | Niet gekwalificeerd | Niet gekwalificeerd | Niet gekwalificeerd | Niet gekwalificeerd | Niet gekwalificeerd | Niet gekwalificeerd | Niet gekwalificeerd |
| 2004   | Niet gekwalificeerd | Niet gekwalificeerd | Niet gekwalificeerd | Niet gekwalificeerd | Niet gekwalificeerd | Niet gekwalificeerd | Niet gekwalificeerd |
| 2008   | 7                   | 8                   | 3                   | 2                   | 3                   | 225                 | 211                 |
| 2012   | 6                   | 6                   | 4                   | 0                   | 2                   | 146                 | 153                 |
| 2016   | 1                   | 8                   | 6                   | 0                   | 2                   | 230                 | 211                 |
| 2020   | Gekwalificeerd      | Gekwalificeerd      | Gekwalificeerd      | Gekwalificeerd      | Gekwalificeerd      | Gekwalificeerd      | Gekwalificeerd      |
| Totaal | 7/14                | 44                  | 23                  | 3                   | 18                  | 1050                | 1026                |

### Wereldkampioenschap
| Jaar   | Resultaat                     | GS                            | W                             | G                             | V                             | DV                            | DT                            |
| ------ | ----------------------------- | ----------------------------- | ----------------------------- | ----------------------------- | ----------------------------- | ----------------------------- | ----------------------------- |
| 1938   | 4                             | 3                             | 0                             | 0                             | 3                             | 6                             | 20                            |
| 1954   | 5                             | 3                             | 1                             | 0                             | 2                             | 44                            | 45                            |
| 1958   | 4                             | 6                             | 4                             | 0                             | 2                             | 121                           | 86                            |
| 1961   | 5                             | 6                             | 4                             | 0                             | 2                             | 92                            | 78                            |
| 1964   | 7                             | 6                             | 3                             | 0                             | 3                             | 105                           | 96                            |
| 1967   | 2                             | 6                             | 4                             | 0                             | 2                             | 107                           | 78                            |
| 1970   | 4                             | 6                             | 3                             | 0                             | 3                             | 103                           | 116                           |
| 1974   | 8                             | 6                             | 2                             | 0                             | 4                             | 63                            | 78                            |
| 1978   | 4                             | 6                             | 4                             | 1                             | 1                             | 114                           | 101                           |
| 1982   | 4                             | 7                             | 4                             | 1                             | 2                             | 150                           | 143                           |
| 1986   | 8                             | 7                             | 3                             | 0                             | 4                             | 152                           | 160                           |
| 1990   | Niet gekwalificeerd           | Niet gekwalificeerd           | Niet gekwalificeerd           | Niet gekwalificeerd           | Niet gekwalificeerd           | Niet gekwalificeerd           | Niet gekwalificeerd           |
| 1993   | 9                             | 7                             | 2                             | 2                             | 3                             | 145                           | 156                           |
| 1995   | 19                            | 5                             | 2                             | 0                             | 3                             | 126                           | 117                           |
| 1997   | Niet gekwalificeerd           | Niet gekwalificeerd           | Niet gekwalificeerd           | Niet gekwalificeerd           | Niet gekwalificeerd           | Niet gekwalificeerd           | Niet gekwalificeerd           |
| 1999   | 9                             | 6                             | 4                             | 0                             | 2                             | 141                           | 140                           |
| 2001   | Niet gekwalificeerd           | Niet gekwalificeerd           | Niet gekwalificeerd           | Niet gekwalificeerd           | Niet gekwalificeerd           | Niet gekwalificeerd           | Niet gekwalificeerd           |
| 2003   | 9                             | 7                             | 4                             | 0                             | 3                             | 201                           | 193                           |
| 2005   | 13                            | 5                             | 3                             | 0                             | 2                             | 174                           | 117                           |
| 2007   | 3                             | 10                            | 7                             | 0                             | 3                             | 316                           | 283                           |
| 2009   | 4                             | 10                            | 7                             | 0                             | 3                             | 298                           | 258                           |
| 2011   | 2                             | 10                            | 9                             | 0                             | 1                             | 334                           | 256                           |
| 2013   | 2                             | 9                             | 8                             | 0                             | 1                             | 291                           | 244                           |
| 2015   | 5                             | 9                             | 6                             | 2                             | 1                             | 272                           | 234                           |
| 2017   | 10                            | 6                             | 5                             | 0                             | 1                             | 182                           | 157                           |
| 2019   | 1                             | 10                            | 10                            | 0                             | 0                             | 317                           | 223                           |
| 2021   | 1                             | 9                             | 8                             | 1                             | 0                             | 304                           | 227                           |
| 2023   | 1                             | 9                             | 8                             | 1                             | 0                             | 308                           | 226                           |
| 2025   | Gekwalificeerd als thuisland. | Gekwalificeerd als thuisland. | Gekwalificeerd als thuisland. | Gekwalificeerd als thuisland. | Gekwalificeerd als thuisland. | Gekwalificeerd als thuisland. | Gekwalificeerd als thuisland. |
| 2027   | Kwalificatie                  | Kwalificatie                  | Kwalificatie                  | Kwalificatie                  | Kwalificatie                  | Kwalificatie                  | Kwalificatie                  |
| Totaal | 25/30                         | 174                           | 115                           | 8                             | 51                            | 4466                          | 3832                          |

### Europese kampioenschap
| Jaar  | Resultaat           | GS                  | W                   | G                   | V                   | DV                  | DT                  |
| ----- | ------------------- | ------------------- | ------------------- | ------------------- | ------------------- | ------------------- | ------------------- |
| 1994  | 4                   | 7                   | 3                   | 1                   | 3                   | 150                 | 152                 |
| 1996  | 12                  | 6                   | 0                   | 0                   | 6                   | 132                 | 158                 |
| 1998  | Niet gekwalificeerd | Niet gekwalificeerd | Niet gekwalificeerd | Niet gekwalificeerd | Niet gekwalificeerd | Niet gekwalificeerd | Niet gekwalificeerd |
| 2000  | 10                  | 6                   | 2                   | 0                   | 4                   | 143                 | 153                 |
| 2002  | 3                   | 8                   | 6                   | 1                   | 1                   | 212                 | 190                 |
| 2004  | 3                   | 8                   | 6                   | 0                   | 2                   | 240                 | 206                 |
| 2006  | 3                   | 8                   | 5                   | 1                   | 2                   | 249                 | 231                 |
| 2008  | 1                   | 8                   | 7                   | 0                   | 1                   | 233                 | 193                 |
| 2010  | 5                   | 7                   | 5                   | 0                   | 2                   | 198                 | 184                 |
| 2012  | 1                   | 8                   | 6                   | 0                   | 2                   | 216                 | 201                 |
| 2014  | 2                   | 8                   | 7                   | 0                   | 1                   | 247                 | 222                 |
| 2016  | 6                   | 7                   | 4                   | 1                   | 2                   | 194                 | 180                 |
| 2018  | 4                   | 8                   | 5                   | 0                   | 3                   | 235                 | 205                 |
| 2020  | 13                  | 3                   | 1                   | 1                   | 1                   | 85                  | 83                  |
| 2022  | Kwalificatie        | Kwalificatie        | Kwalificatie        | Kwalificatie        | Kwalificatie        | Kwalificatie        | Kwalificatie        |
| 2024  | Kwalificatie        | Kwalificatie        | Kwalificatie        | Kwalificatie        | Kwalificatie        | Kwalificatie        | Kwalificatie        |
| Total | 13/14               | 81                  | 50                  | 4                   | 27                  | 2449                | 2275                |